# Prefectura apostólica de Dese
La prefectura apostólica de Dese (en latín: Praefectura Apostolica de Dessie y en italiano: Prefettura apostolica di Dessiè) fue una circunscripción eclesiástica de la Iglesia católica en Etiopía. Se trataba de una prefectura apostólica latina, inmediatamente sujeta a la Santa Sede, suprimida el 20 de febrero de 1961.

## Territorio y organización
La prefectura apostólica extendía su jurisdicción sobre los fieles católicos de rito latino residentes en los comisariatos de Uollo y Debre Berhan en la parte oriental de la gobernación de Amara en el África Oriental Italiana.
La sede de la prefectura apostólica se encontraba en la ciudad de Dese.
En 1950 en la prefectura apostólica existían 2 parroquias.

## Historia
La prefectura apostólica de Dese fue erigida el 25 de marzo de 1937 mediante la bula Quo in Aethiopiae del papa Pío XI, tomando su territorio del vicariato apostólico de Abisinia, que simultáneamente fue suprimido. La construcción del nuevo distrito eclesiástico fue parte de un proyecto más amplio de reorganización de la Iglesia católica en Etiopía después de la conquista italiana.
La misión fue confiada a los franciscanos italianos de las provincias de Asís y Venecia, que sustituyeron a los lazaristas franceses, y fue nombrado primer prefecto el padre Costanzo Bergna, originario de Cantù.
El estallido de la Segunda Guerra Mundial, la ocupación británica (Dese fue tomada el 26 de abril de 1941) y la salida forzada de los italianos hacia Eritrea, pusieron fin a la actividad de los misioneros. Con excepción de cuatro frailes, el personal misionero también tuvo que evacuar y trasladarse a Adís Abeba en noviembre de 1941. El prefecto Bergna encontró la muerte aquí. En mayo de 1942, incluso los últimos misioneros y monjas que quedaban tuvieron que abandonar definitivamente Dese.
El 20 de febrero de 1961 la prefectura apostólica, vacante desde 1941, fue efectivamente abolida y su territorio, mediante la bula Quod Venerabiles del papa Juan XXIII, pasó a ser parte integrante de la archieparquía de Adís Abeba.

## Estadísticas
Según el Anuario Pontificio 1951 la prefectura apostólica tenía a fines de 1950 un total de 250 fieles bautizados.
| Año                                                                             | Población            | Población | Población      | Sacerdotes | Sacerdotes    | Sacerdotes    | Bautizados por sacerdote | Diáconos permanentes | Religiosos | Religiosos | Parroquias |
| Año                                                                             | Bautizados católicos | Total     | % de católicos | Total      | Clero secular | Clero regular | Bautizados por sacerdote | Diáconos permanentes | Varones    | Mujeres    | Parroquias |
| ------------------------------------------------------------------------------- | -------------------- | --------- | -------------- | ---------- | ------------- | ------------- | ------------------------ | -------------------- | ---------- | ---------- | ---------- |
| 1950                                                                            | 250                  | ?         | ?              | 3          | 3             | 0             | 83                       |                      |            |            | 2          |
| Fuente: Catholic-Hierarchy, que a su vez toma los datos del Anuario Pontificio. |                      |           |                |            |               |               |                          |                      |            |            |            |

## Episcopologio
- Costanzo Bergna, O.F.M. † (28 de julio de 1937-12 de diciembre de 1941 falleció)
  - Sede vacante (1941-1961)